# Villar-Saint-Pancrace
Villar-Saint-Pancrace è un comune francese di 1 503 abitanti situato nel dipartimento delle Alte Alpi della regione della Provenza-Alpi-Costa Azzurra. È anche conosciuta localmente come Grand Villar oppure le Villar (in occitano lë Viärà). Gli abitanti si chiamano i Viaran.

## Storia
Fino alla Rivoluzione Francese, Villar-Saint-Pancrace era una comunità dello Escarton di Briançon, il cui nome figura in latino nella Carta delle Libertà Briançonese del 1343 con il nome Villarus Sanctus Pancratius.
Il paese ha conosciuto fino al 1987 diverse miniere di coltivazione del carbone. La maggioranza di quelle (in occitano la charbourièro) erano tenute da contadini, tranne quella della frazione di la Tour, industrializzata e connettata alla stazione di Briançon.

## Dialetto
Il dialetto o patois di Villar-Saint-Pancrace corre un forte pericolo di estinzione poiché conta soltanto una decina di locutori di età molto avanzata. Si tratta di una varietà della lingua occitana di tipo provenzale alpino.
Questa è caratterizzata da una forte tendenze innovatrice tali come per esempio, la caduta delle consonanti finali, la semplificazione dei dittonghi ai ed ei rispettivamente in è ed i. Ma anche una serie di fenomeni morfologici come il plurale degli aggettivi maschili in -ou, l'uso sistematico del pronome personale davanti al verbo, oppure l'articolo le (spesso detto l') invece del tradizionale lo (lou). Queste particolarità sono grossomodo analoghe a quelle dei dialetti parlati nel Brianzonese, nel Queyras, nell'Alta Val Susa in Italia, e anche nell'Oisans) tra i quali esiste una perfetta intelligibilità.

## Società

### Evoluzione demografica
Abitanti censiti

## Luoghi e monumenti
- Le differenti cappelle del comune sono dedicate a San Pancrazio, San Lorenzo, San Giovanni, Santa Barba (distrutta), San Rocco, Cappella dei Penitenti...
- Il Vallone delle Ayas, con le sue grange alpine, la Capella Santa Elisabeth (1715 m), il Lago dell'Orceyrette e il Piano del Peyron, la Font-que-bu (la fonte che bullisce), le creste rocciose del ghiacciaio del vallone dell'Orceyrette in cui c'è una rocca che si chiama Garigata (una strega leggendaria per far paura ai bambini).
- Gli antichi forti di altitudine della Croce di Bretagna (2041 m) e della Grande Maye (2310 m), che appartengono alle fortificazioni di Briançon.
- Numerose fonti sono presenti, come ad esempio nel capoluogo.
- Esistono anche dei forni comunali.
- La Rocca degli Aymards, alla salita del capoluogo in direzione alla frazione del Villaret, con il suo toboggan scultato direttamente nella rocca dalle generazioni successive di bambini del paese (la memoria si perde quanto alla sua origine).